# Grand Prix d'Isbergues 1979
Il Grand Prix d'Isbergues 1979, trentatreesima edizione della corsa, si svolse il 16 settembre 1979 su un percorso con partenza e arrivo a Isbergues. Fu vinto dal francese Serge Perin della Miko-Mercier-Vivagel davanti ai suoi connazionali Christian Muselet e Jean-Philippe Pipart.

## Ordine d'arrivo (Top 10)
| Pos. | Corridore            | Squadra                    | Tempo |
| ---- | -------------------- | -------------------------- | ----- |
| 1    | Serge Perin          | Miko-Mercier-Vivagel       |       |
| 2    | Christian Muselet    | La Redoute-Motobecane      |       |
| 3    | Jean-Philippe Pipart | La Redoute-Motobecane      |       |
| 4    | Jean-Louis Gauthier  | Miko-Mercier-Vivagel       |       |
| 5    | Piet Van Katwijk     | TI-Raleigh-McGregor        |       |
| 6    | Didier Lebaud        | Miko-Mercier-Vivagel       |       |
| 7    | Bernard Osmont       |                            |       |
| 8    | Daniel Gisiger       | Miko-Mercier-Vivagel       |       |
| 9    | Jacques Bossis       | Peugeot-Esso-Michelin      |       |
| 10   | Jean-Raymond Toso    | Les Amis du Tour de France |       |